# Christina Kalloch
Christina Kalloch (* 30. Mai 1958 in Peine) ist eine deutsche römisch-katholische Theologin und Hochschullehrerin an der Universität Hannover für Praktische Theologie.

## Karriere
Christina Kalloch studierte römisch-katholische Theologie und Pädagogik. Von 1983 bis 1991 war sie Lehrerin an einer Grundschule, Orientierungsstufe und Hauptschule in Niedersachsen. 1996 promovierte sie an der Universität Hildesheim und erhielt dort eine Anstellung als Akademische Rätin am Institut für Katholische Theologie. 2001 erfolgte die Habilitation und die Erteilung der Venia Legendi für Religionspädagogik sowie eine Tätigkeit als Privatdozentin am Institut für Katholische Theologie an der Universität Hildesheim. Von 2003 bis 2004 war Kalloch Professorin der Universität Hildesheim für Religionspädagogik und Fachdidaktik. Seit 2004 ist sie Professorin an der Universität Hannover für Praktische Theologie. Kalloch ist Mitherausgeberin der Reihe „Jahrbuch für Kindertheologie“.

## Forschungsschwerpunkte
Ihre Forschungsschwerpunkte sind die Didaktik des Religionsunterrichts (insbesondere Bibel- und Bilddidaktik) sowie die Ästhetische Bildung.

## Mitgliedschaften
(Quelle: )
- Arbeitsgemeinschaft Katholischer Religionspädagogik und Katechetik (AKRK)

- Arbeitskreis Katholischer Theolog/Innen Niedersachsens (AKTN)

- Deutscher Katechetenverein (DKV); Vorsitzende des Diözesanverbandes Hildesheim

## Publikationen (Auswahl)
- „Große Freude“. Religionsunterricht 3. Schuljahr. Hildesheim 1986.
- Lehrerhandbuch zu „Große Freude“., Religion im 3. Schuljahr, Hildesheim 1987.
- „Große Freude“. Religion im 4. Schuljahr. Hildesheim 1987.
- Lehrerhandbuch zu „Große Freude“. Religion im 4. Schuljahr, Hildesheim 1987.
- Bilddidaktische Perspektiven für den Religionsunterricht der Grundschule: eine Auseinandersetzung mit den Grundschulwerken von G. Lange und H. Halbfas. Dissertation Universität Hildesheim 1996, Olms, Hildesheim / Zürich / New York 1997, ISBN 3-487-10305-2.
- Lehrbuch der Religionsdidaktik. Für Studium und Praxis in ökumenischer Perspektive. Freiburg, 2016, ISBN 978-3-451-80234-8
- Handbuch Theologisieren mit Kindern. Einführung – Schlüsselthemen – Methoden. Stuttgart, 2. Aufl. 2019. Herausgegeben von Gerhard Büttner, Petra Freudenberger-Lötz, Christina Kalloch, Martin Schreiner, ISBN 978-3-7668-4313-5